# Carpodectes
Carpodectes – rodzaj ptaków z podrodziny bławatników (Cotinginae) w rodziniebławatnikowatych (Cotingidae).

## Zasięg występowania
Rodzaj obejmuje gatunki występujące w Ameryce Centralnej i północno-zachodniej Ameryce Południowej.

## Morfologia
Długość ciała 19,5–25 cm; masa ciała 78–105 g.  

## Systematyka

### Etymologia
Carpodectes: gr. καρπος karpos „owoce”; δηκτης dēktēs „ktoś, kto gryzie”, od δακνω daknō „gryźć”.

### Podział systematyczny
Do rodzaju należą następujące gatunki:
- Carpodectes hopkei von Berlepsch, 1897 – wawrzynowiec czarnoplamy
- Carpodectes antoniae Ridgway, 1884 – wawrzynowiec żółtodzioby
- Carpodectes nitidus Salvin, 1865 – wawrzynowiec biały